# 握腕蛸属
握腕蛸属（学名：Syllipsimopodi）是头足纲蛸亚纲下的一个化石属，属于吸血足类（Vampyropoda，包括八腕目和幽灵蛸目）。本属的模式种兼唯一已知种是拜登握腕蛸（Syllipsimopodi bideni），这是为了纪念乔·拜登就任美国总统，同时也因为描述者们“受到了他（拜登）应对气候变化和资助科学研究的计划的鼓舞”。 1988年，保存完好的正模标本在美国蒙大拿州的熊谷石灰岩（Bear Gulch Limestone）矿床中被发现。握腕蛸属体长12厘米（4.7英寸），有10条带吸盘的触手，其中两条触手比其他触手长。它是目前已知最古老的吸血足类动物，也是已知最古老的触手上有吸盘的头足类动物，亦是目前已知唯一擁有十條觸手的吸血足類動物。

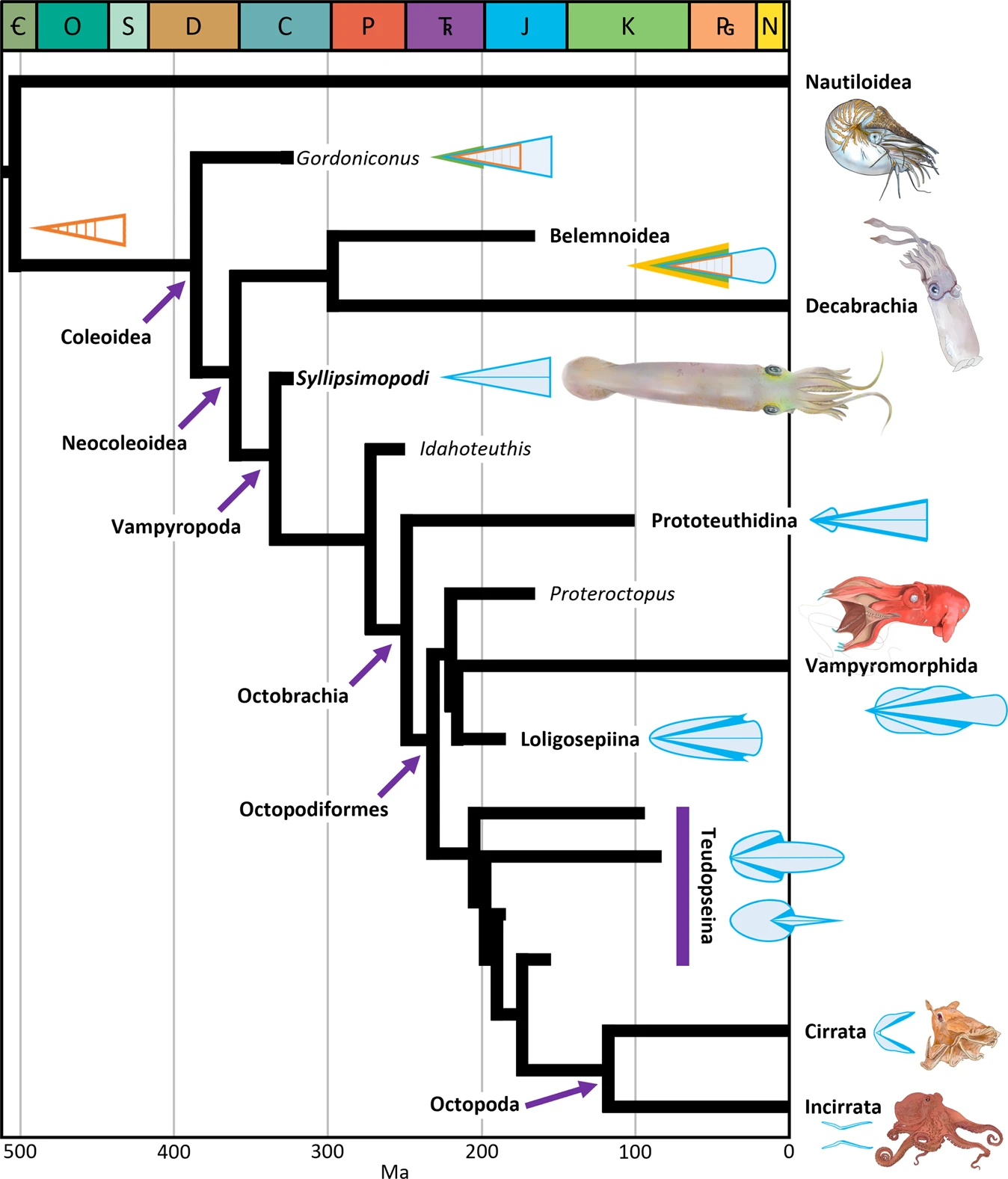
新蛸类演化关系与分化时间的概述，其中有拜登握腕蛸的演化地位

## 词源学
属名“Syllipsimopodi”由希腊语συλλήψιμος (syllípsimos)和 πόδι (pódi)组成，syllípsimos意为“善于抓握的”，pódi意为“足”。种加名来自于該物種命名時的美国总统乔·拜登。